# Mama Say
Mama Say – singel zespołu Bloodhound Gang, wydany 16 maja 1995. Jest to jedyny singel pochodzący z albumu Use Your Fingers, nagrany w pierwotnym składzie (Daddy Long Legs, M.S.G., Skip O’Pot2Mus, Jimmy Pop i Lupus Thunder). Utwór planowano również wydać na pierwszym albumie zespołu, Dingleberry Haze. Utwór ma długość 2:59.

## Teledysk
Teledysk przedstawia członków zespołu, głównie Jimmy’ego i Daddy Long Legs, rapujących na ulicy. M.S.G. i Skip O’Pot2Mus są przedstawieni jedynie w kilku krótkich ujęciach, zaś Lupus Thunder jest prawie przez całą długość teledysku niewidoczny.